# Lilla Bosjön, Dalarna
Lilla Bosjön är en sjö i Hedemora kommun i Dalarna och ingår i Dalälvens huvudavrinningsområde.